# Regius Professor of English Language and Literature (Glasgow)
Der Regius Professor of English Language and Literature an der University of Glasgow ist eine 1861 durch Königin Victoria gestiftete Regius Professur für Englische Sprache und Englische Literatur.

## Geschichte der Professur
Der erste Professor wurde der Biograph John Nichol (1833–1894), Sohn von John Pringle Nichol, dem Regius Professor of Astronomy (1836–1859) in Glasgow. Nichol Jr. war schon während seiner Ausbildung in Glasgow als Snell Exhibitioner ausgezeichnet worden und hatte daher auch am Balliol College der University of Oxford studiert. Während Nichol in Oxford lehrte, hatte er gemeinsam mit A. V. Dicey (1835–1922), dem damaligen Vinerian Professor of English Law, dem Philosophen Thomas Hill Green (1836–1882) und dem Dichter Algernon Swinburne (1837–1909) die Old Mortality Society gegründet, eine literarische Diskussionsrunde. In Glasgow erwarb sich Nichol einen Ruf als Literaturkritiker. Zudem lehrte er weiterhin auch in Oxford und war landesweit privat als Tutor tätig. Er unterstützte das Queen Margaret College und damit die akademische Ausbildung von Frauen. Nichol zog sich 1889 von der Professur zurück und verstarb 1894. 1895 stiftete Nichols Schwester, Lucy Jack, den Nichol Price für die beste Frau in den allgemeinen Englisch-Lehrgängen, um seiner Freude bei der Lehre von Frauen zu gedenken.
Nichol folgte 1889 Andrew Cecil Bradley (1851–1935), dem höchst respektierten Literaturkritiker und anerkanntem Shakespearegelehrten sowie Bruder von Francis Herbert Bradley (1846–1924). Bradley war am Balliol College in Oxford ausgebildet und lehrte zum Zeitpunkt seiner Ernennung am University College, Liverpool, heute University of Liverpool. 1892 beschrieb Bradley seine Studenten in Glasgow als “…a set of savages whom it is a loathsome drudgery to teach” (‚… eine Horde Wilder, die zu lehren eine widerliche Plackerei darstellt‘). Trotzdem verblieb er an der Universität bis 1900, als er zum Oxford Professor of Poetry ernannt wurde. 1901 ehrte die Universität ihn mit einem Ehrendoktor (LL.D). Er hielt die Gifford Lectures 1907–1908 und nach Bradley wurde die Bradley Professorship of English Literature benannt.
Die Gifford Lectures, von denen Bradley einige an der Universität halten würde, wurden durch den Nachlass von Adam Gifford (1820–1887) begründet und es war Giffords Neffe, Walter Raleigh (1861–1922), der Bradley als Regius Professor folgte. Raleigh war am University College London und dem King’s College der University of Cambridge ausgebildet, wo er Präsident der Cambridge Union Society war. Vor seiner Berufung nach Glasgow hatte er als erster Professor für englische Literatur an der Aligarh Muslim University in Aligarh, Indien und als Professor of Modern Literature am University College in Liverpool gelehrt. Raleigh hielt die Professur nur für vier Jahre, bevor er die Merton Professur für Englische Literatur an der University of Oxford übernahm. 1906 wurde er mit einem Ehrendoktor der Universität geehrt, 1911 wurde er geadelt.
1904 wurde der gefeierte schottische Schriftsteller William Macneile Dixon (1866–1946) auf die Professur berufen. Er hatte am Trinity College Dublin studiert und vor seiner Berufung als Professor für Englische Literatur an der University of Birmingham gelehrt. Ihm folgte der in Glasgow ausgebildete Shakespeargelehrte Peter Alexander (1893–1969), der zuvor als Queen Margaret Lecturer für Englische Literatur gelehrt hatte. Alexander zog sich 1963 von der Professur zurück und wurde 1964 geadelt. 1965 wurde der am Balliol College, Oxford, ausgebildete Peter Butter berufen. Butter hatte zuvor als Professor of English an der Queen’s University Belfast gelehrt.
Nachdem sich Butter 1986 von der Professur zurückgezogen hatte, folgte 1990 Alexander Pricket im Amt. Pricket are im Fulbright-Programm gefördert worden und hatte in einer Reihe von Universitäten gelehrt, darunter die University of Sussex, der University of Minnesota und der Australian National University in Canberra. Er verließ die Professur 2001.
2004 wurde Nigel Leask, Reader für romantische Literatur an der University of Cambridge auf den Lehrstuhl berufen. Leask gilt als führender Fachmann für britische Romantik.

## Inhaber
| Name                   | Namenszusatz                     | von  | bis           | Anmerkung |
| ---------------------- | -------------------------------- | ---- | ------------- | --- |
| John Nichol            |                                  | 1862 | 1889          | Nichols wichtigstes Werk war das 1882 veröffentlichte American Literature: An Historical Sketch, 1620 to 1880. |
| Andrew Cecil Bradley   |                                  | 1889 | 1900          | |
| Walter Raleigh         | M.A.                             | 1900 | 1904          | |
| William Macneile Dixon | Esq.                             | 1904 | 1935          | |
| Peter Alexander        | Esq., M.A.                       | 1935 | 1963          | |
| Peter Herbert Butter   | Esq., M.A.                       | 1965 | 30. Juni 1986 | |
| vakant                 |                                  | 1986 | 1990          | |
| Stephen Prickett       | B.A.(Hons), Dip.Ed., M.A., Ph.D. | 1990 | 2001          | |
| vakant                 |                                  | 2001 | 2004          | |
| Nigel James Leask      | B.A., Ph.D.                      | 2004 | heute         | |